# Atomic Aggressor
Atomic Aggressor ist eine chilenische Death-Metal-Band aus Santiago de Chile, die im Jahr 1985 gegründet wurde, sich 1992 auflöste und seit 2007 wieder aktiv ist.

## Geschichte
Die Band wurde im Jahr 1985 gegründet, wobei sie erst seit 1988 ernsthaft aktiv ist. 1989 wurde ein erstes Demo aufgenommen, wonach der Schlagzeuger Patricio „Pato“ Leiva die Band verließ. Nach längerer Suche kam Pablo Clares als Ersatz hinzu, mit dem das zweite Demo aufgenommen worden war. Nach vereinzelten Auftritten verließ jedoch auch Clares die Band wieder. Die Gruppe machte sich daraufhin erneut auf die Suche nach einem neuen Schlagzeuger, allerdings kam es 1992 zur Auflösung.
2007 wurde die Band gefragt, ob sie auf einem Festival in Santiago zusammen mit Obituary, Sadus und Watain auftreten möchte. Zur selben Zeit veröffentlicht ein japanisches Label eine Kompilation der ersten Demos, jedoch ohne die Genehmigung der Band. Atomic Aggressor beschloss daraufhin sich wieder zusammenzufinden und eine offizielle Demo-Kompilation namens Rise of the Ancient Ones zu veröffentlichen. 2013 erschien das Live-Album Live Ceremonial. Die befreundete Band Torturer hat bei demselben Konzert eine DVD aufgenommen und Atomic Aggressor angeboten, die Technik ebenfalls zu nutzen. Durch den ehemaligen Schlagzeuger Pablo Clares erreichte die Gruppe danach einen Vertrag bei Hells Headbangers Records, worüber 2014 das Debütalbum Sights of Suffering erschien.

## Stil
Sebastian Schilling vom Rock Hard verglich Sights of Suffering mit Morbid Angels Altars of Madness. Enrique Zúñiga gab im Interview mit Schilling an, dass die Einflüsse der Band neben Possessed und den frühen Morbid Angel auch Slayer, Sodom und Celtic Frost sind. Allerdings fand er einen Vergleich mit dem Morbid-Angel-Album Abominations of Desolation oder Seven Churches von Possessed passender. In derselben Ausgabe rezensierte Schilling Sights of Suffering und zog ebenfalls einen Vergleich zu Morbid Angel. Der Tonträger sei „angemessen räudig“, jedoch gut umgesetzt. Der Gesang sei ein „heiser[es] Keifen“ und mit dem jungen David Vincent vergleichbar. Die Musik sei für Fans von Morbid Angel, Possessed, Coffin Texts, Altars und Domains zu empfehlen.

## Diskografie
- 1989: Bloody Ceremonial (Demo, Eigenveröffentlichung)
- 1990: Promo Tape (Demo, Eigenveröffentlichung)
- 1991: Resurrection (Demo, Eigenveröffentlichung)
- 2008: Rise of the Ancient Ones (Kompilation, Rawforce Productions)
- 2013: Live Ceremonial (Live-Album, Rawforce Productions)
- 2013: Blind Servants / Back from the Depths (Split mit Death Yell, Hells Headbangers Records)
- 2014: Atomic Aggressor / Unholy War (Split mit Unholy War, Grinder Records)
- 2014: Sights of Suffering (Album, Hells Headbangers Records)